# Civilization V: Gods & Kings
Sid Meier's Civilization V: Gods & Kings é a primeira expansão do jogo Civilization V, desenvolvida pela Firaxis Games e distribuída por 2K Games, que conta com novos povos foi publicada em 22 de junho de 2012.

## Civilizações e líderes
Nesta edição os seguintes civilizações aparecer:
| Civilização   | Líder               |
| ------------- | ------------------- |
| Áustria       | Maria Teresa        |
| Bizâncio      | Teodora             |
| Cartago       | Dido                |
| Celtas        | Boadiceia           |
| Etiópia       | Haile Selassie      |
| Hunos         | Átila               |
| Maias         | Pacal               |
| Países Baixos | Guilherme de Orange |
| Suécia        | Gustavo Adolfo      |